# آدن فلینت
آدن فلینت (انگلیسی: Aden Flint؛ زادهٔ ۱۱ ژوئیهٔ ۱۹۸۹) بازیکن فوتبال اهل بریتانیا است.
از باشگاه‌هایی که در آن بازی کرده‌است می‌توان به باشگاه فوتبال میدلزبرو، باشگاه فوتبال سوئیندون تاون، باشگاه فوتبال ماتلوک تاون، باشگاه فوتبال آلفرتون تاون، و باشگاه فوتبال بریستول سیتی اشاره کرد.
وی همچنین در تیم ملی فوتبال England C بازی کرده‌است.